# 2440 Educatio
2440 Educatio è un asteroide della fascia principale. Scoperto nel 1978, presenta un'orbita caratterizzata da un semiasse maggiore pari a 2,2160773 UA e da un'eccentricità di 0,1630436, inclinata di 4,10098° rispetto all'eclittica.